# Waszlavik László
Waszlavik László József (Miskolc, 1951. december 16. –) Magyar Arany Érdemkereszttel és  Lukács Mózes Emlékdíjjal kitüntetett hagyományőrző, népdal-, sztyeppiszimbolika- és Csontváry Kosztka Tivadar-kutató, rockzenész, művésznevén: Waszlavik „Gazember, Petőfi, Velorex, Sámán, UllmannMónika, Bőgatya, Szabadcsapat László „Lovag” – általában ezek különböző variánsait használja. A Magyar Nemzet szerint „felvételei elméletileg magyar és balkáni népek népzenei motívumaira épülnek, és jellegzetesen szegényes, sámánisztikus töltésűek, ugyanakkor a punk is nagy hatással van rá, igaz, bevallottan, ő ehhez csak a „keverőpultot” szolgáltatja, mert híján van mindenfajta tehetségnek” (sic!).

## Karrierje

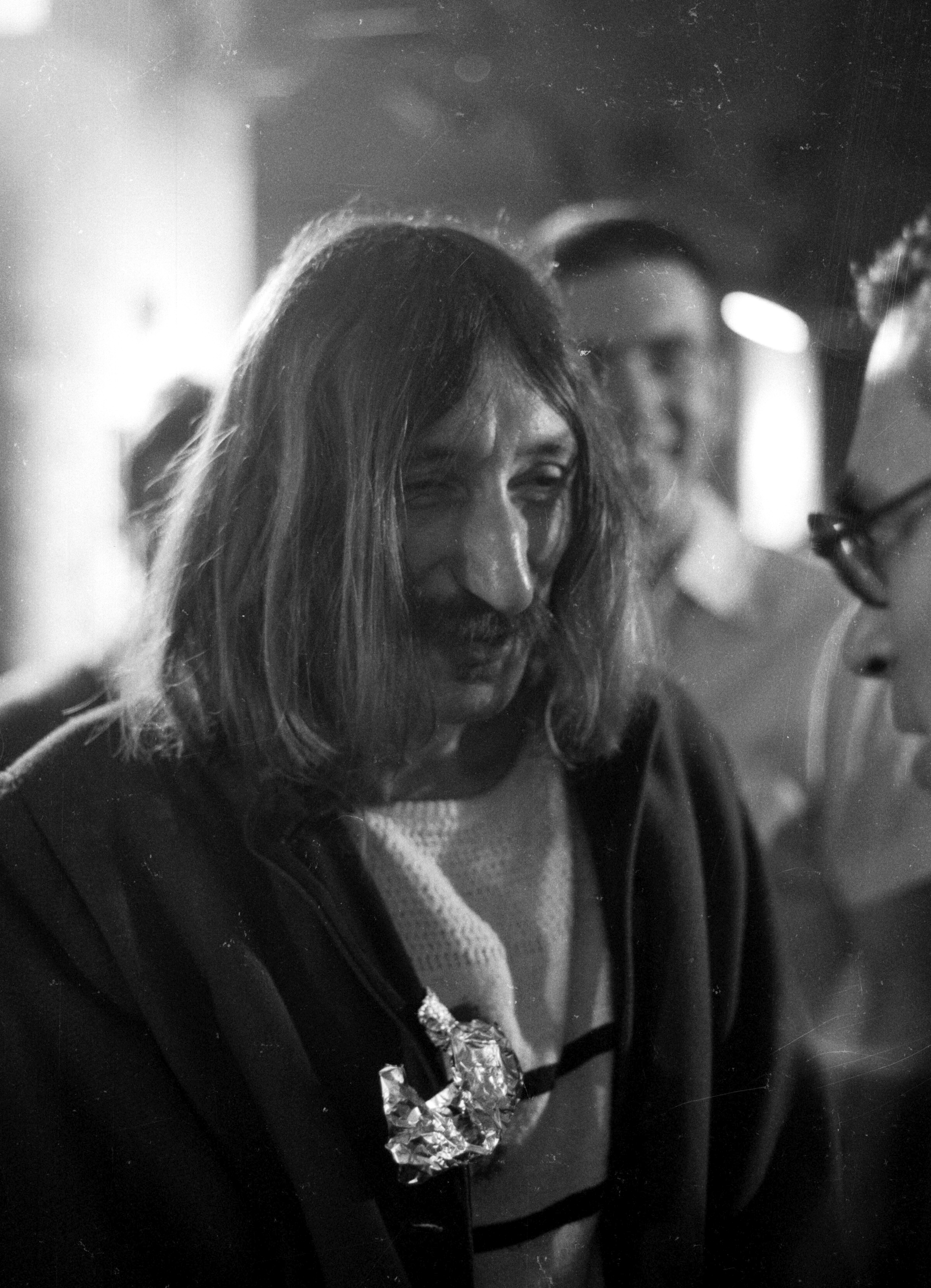
1985-ben

Miskolcon született, ahol apja meteorológusként éppen repülőszolgálatot teljesített. Innen szülei régi lakhelyére, a Dunakanyarba kerültek vissza, ahol kisgyermek korától fogva zenélt tangóharmonikán. A budapesti Fazekas Mihály Gimnázium matematika tagozata után ukrán nyelvterületen, Lvovban végezte el a műszaki egyetemet, ahol számítástechnikát (hardveres) tanult. Az akkor használatos nagyszámítógépek alkatrészeiből készítette első stúdiómagnóját. Később orosz–francia műszaki fordítóként és tolmácsként dolgozott. Autodidakta módon tanult meg harmonikázni, de járt zeneiskolába is klarinét szakra, a szolfézs elsajátítása végett.
1979-ben az A. E. Bizottság együttes alapítója és első vezetője volt. A híres Fekete Bárányok koncertre (1980) ő ajánlotta be az együttest Nagy Ferónak, a  Beatrice, a Hobo Blues Band és a P. Mobil előzenekarául. A Bizottságban koncepcionális viták során szembekerült Wahorn Andrással, ezért hamarosan kitették, és 1980-ban a Beatrice, valamint párhuzamosan a Vágtázó Halottkémek tagjai közé került. 
A CsigaBiga nevű újhullámos együttes alapítója. 1982-től saját zenekara van. Az 1980-as évek második felében „Kelet-Európai Rock Sámán”-ként közel húsz koncertet tartott Nyugaton. 1987-ben Global Shaman Maxi címmel Münchenben megjelent első lemeze.

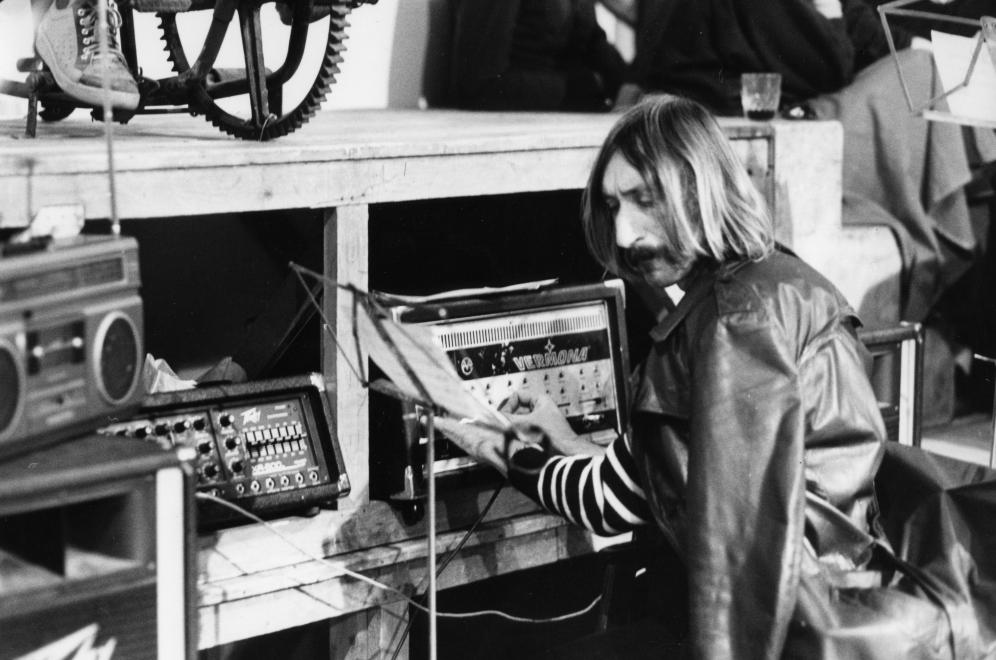
1988-ban

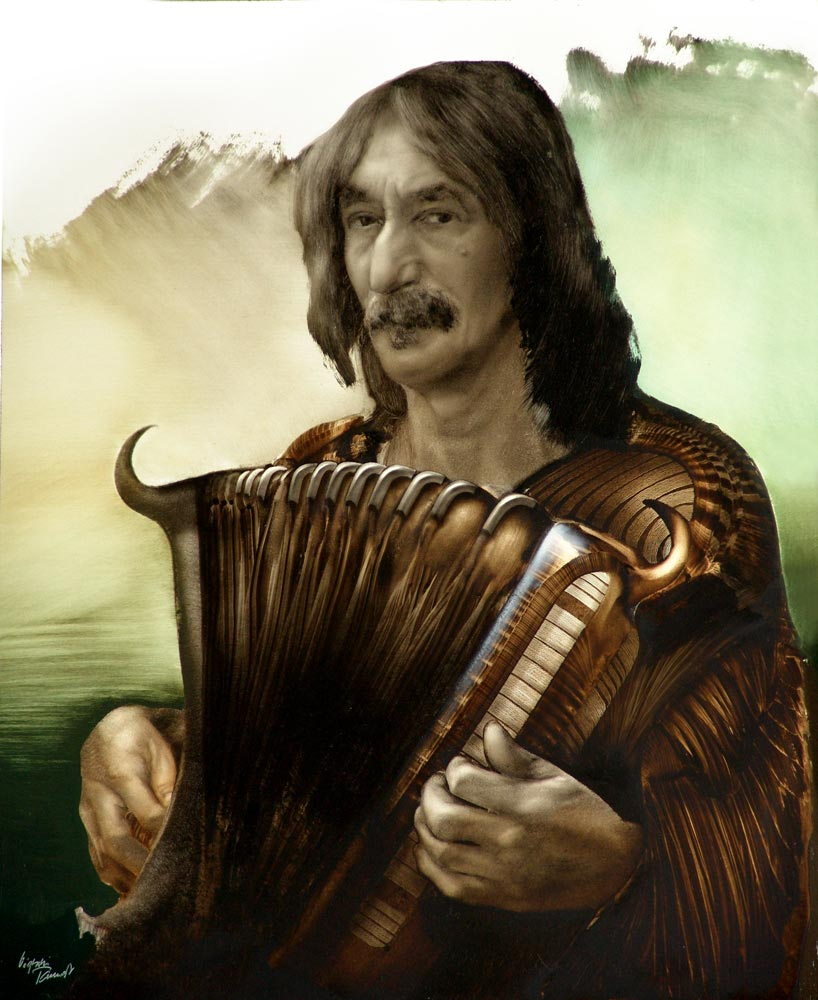
Olajgrafikája dekoritlemezen (Végvári Tamás alkotása – 2009)

Az 1990-es évek elején Waszlavik két „Nemzeti Zenei Fesztivált” szervezett, melyek célja a hagyományápolók, és az azt számos műfajban feldolgozók közös szerepeltetése, ill. a magyar szellemű zenei törekvések összefogása. Saját kazettái mellett más, főleg népzenei és hagyományőrző kiadványok megjelentetésénél bábáskodott. Tagja a Magyar Hagyományőr Világszövetség Elnökségének.
2006-ban és 2007-ben művészeti fővédnöke volt a Leukémia Fesztivál – Segélykoncert a leukémiás betegekért jótékonysági rendezvénynek, mindkét rendezvényen koncertet is adott. Fellépője volt a szintén jótékonysági „Mindig van kiút – ANTI-DROG Fesztivál" 2007-nek is. Gyakori vendége az Aba napoknak.
Többször fellépett a 2006-os Kossuth téri kormányellenes tüntetéseken, amely alkalomra külön dalt is írt „Forradalom szele járja Budapestet” címmel, amely azonban „Kossuth tér induló” néven vált közismertté.
2017-től magyar és sztyeppi szimbolikával foglalkozik, orosz és angol tudományos cikkei jelennek meg az Academia.edu-n szkíta, hun és ótürk műtárgyak, eredet- és teremtésmondák értelmezéséről, amik a magyar csillagmítoszi iskola eredményein alapulnak. 
A 2018-as MOGY-on jelenti be a "Csontváry-kód" feltörését, a Csontváry-centenárium évében, 2019 márciusában jelenik meg első Csontváry-könyve, ami a képekbe rejtett irodalmi, történelmi, vallási, magánéleti, életmód- és egyéb témákat és téziseket mutatja ki szoros dekódolással. Részt vesz a centenáriumi Csontváry-rendezvényeken, többek között a Csontváry-100 tudományos emléknap kezdeményezője.
A 2021-es Raffaello-könyv leírja az európai festészet Csontváryéhoz hasonló, de attól különböző, EDM-rendszerűnek elnevezett általánosan használt rejtett nyelvezetét. 2025-ig ez a rendszer több mint 100 képen lett azonosítva és részleteiben is publikálva az Academia.edu-n (többek között Bosch, Dürer, Rembrandt, Velazquez, Delacroix, M. S. mester, Szinyei, Garay, Jan Matejko, Vasznyecov és számos más festő művein).
2022-ben az „Academia Letters” kiadásában (az Academia.edu nyilvános nemzetközi oppozíciójú pályázati anyagai) jelent meg a Remete Szent Pál élete mint zodiákus mese című tanulmánya (angol nyelven), ami a nemzetközi tudományosság szélesebb körében is számot ad a magyar csillagmitoszi iskola fontosabb elméleti alapvetéseiről.
2022-ben a Magyar Művészeti Akadémián is terítékre került Csontváry zodiákus kódolási rendszere, összevetve a nyugat-európai zodiákus kódolási gyakorlattal.
	2024-ben hét ismertebb Grimm-mese részletes asztrálmitoszi elemzése alapján a szerző  arra a következtetésre jutott,  hogy az eddigi feltételezésekkel ellentétben azok nem egyszerűbb, például „négyévszakos” logikájúak, ellenkezőleg, igen gazdag és fejlett zodiákus szimbolikájúak, sokszor erős keresztény mitológiai áthallásokkal.
2025-ben jelent meg „A magyar népdal szimbolikája” című elektronikus könyv. Ez a népdalszövegekben a hagyományos szimbolikai értelmezésen jóval túlmutató, igen erős csillagmítikai nyelvezetet tár fel, amivel a szerző a népdalokból (mondókákból és balladákból) több esetben akár a világ teremtéséig vagy  a teljes pogány vagy keresztény mitikus világtörténetig elmenő tartalmat olvas ki.

## Diszkográfia
- 1987 – Global Shaman (maxi single)
- 1989 – Garázs – Rockválogatás (válogatás LP / MC – másokkal közösen)
- 1989 – Waszlavik P.V. házi zenéi – Lyuk válogatás (album MC)
- 1991 – Jó szerencsét új Magyarország! (album MC)
- 1993 – Legjobb zene a magyar (album MC)
- 1995 – Magyarság ’95 (album MC – másokkal közösen)
- 1998 – Magyar visszhang – Igazságot Magyarországnak! (album MC – másokkal közösen)
- 2003 – Magyar Népdal Vár (album CD – másokkal közösen)
- 2004 – Tavaszi hadjárat 2. – Huszár- és katonaénekek (album CD – másokkal közösen)
- 2006 – Waszlavik László és Ökrös Csaba: Szapora / Fehér László lovat lopott (mp3 demo)
- 2006 – Kossuth tér induló (mp3 single)
- 2007 – Kossuth tér 2006 – gyurcsánydalok, népköltések, indulók (album CD – másokkal közösen)
- 2007 – Hol jártál az éjjel… – Pajzán népdalok (album CD – másokkal közösen)
- 2007 – Emberek Emberekért No 1. – Jótékonysági válogatás a leukémiás betegekért (válogatás mp3 / flac – másokkal közösen)
- 2007 – Rába-induló (mp3 single)
- 2010 – Emberek Emberekért No 7. – Jótékonysági válogatás a leukémiás betegekért (válogatás mp3 / flac – másokkal közösen)
- 2013 – Beatrice: Betiltott dalok II./1981 – Tudományos Rockizmus

## Könyvek
- Waszlavik 60; Masszi–Püski, Bp., 2012 + CD (önéletrajz, életmű-válogatás)
- Magyarok bejövetele. Téli gyümölcs Csontváry képkertjéből, avagy a magtól a cédrusig; Faluház és Ravasz László Könyvtár, Leányfalu, 2020
- Csontváry-képmesék. Az Egri csillagoktól Mátyás királyig; előszó Szőcs Géza; szerzői, Bp., 2020
- A "Raffael-kód". Rejtett Mária-legendák Raffael képein. Az asztrálmitoszi és tarot-szimbolikás Madonna-ábrázolások története; szerzői, Bp, 2021
- Az Utolsó vacsora zodiákus szimbolikájának evolúciója Taddeo Gadditól Leonardo da Vinciig és Warwickig (2022)
- A magyar népdal szimbolikája ;